# Respect
«Respect» (en español: «Respeto») es una canción escrita e interpretada originalmente por el artista estadounidense Otis Redding en 1965. La canción se convirtió en un éxito de 1967 y una canción insignia para la cantante de soul Aretha Franklin. La música en las dos versiones es significativamente diferente, y a través de algunos cambios en las letras, las historias contadas por las canciones tienen un sabor diferente. La versión de Redding es una súplica de un hombre desesperado, que le dará a su mujer todo lo que quiera. A él no le importará si ella lo hace mal, siempre y cuando reciba el debido respeto cuando traiga dinero a casa. Sin embargo, la versión de Aretha Franklin es una declaración de una mujer fuerte y segura de sí misma, que sabe que tiene todo lo que su hombre quiere. Ella nunca lo hace mal, y exige su «Respect». La versión de Franklin agrega el coro "R-E-S-P-E-C-T" y el estribillo de los cantantes de respaldo de "Sock it to me, sock it to me to sock"... ". 
A menudo se la considera una de las mejores canciones de la era de R&B, ganando dos premios Grammy en 1968 por "Best Rhythm & Blues Recording" y "Best Rhythm & Blues Solo Vocal Performance, Female", y fue incluido en el Grammy Hall of Fame en 1987. En 2002, la Biblioteca del Congreso de Estados Unidos honró la versión de Franklin agregándola al Registro Nacional de Grabaciones. En 2021 fue colocada primer lugar de la lista de revista Rolling Stone sobre "Las 500 mejores canciones de todos los tiempos", en 2004, en la primera edición de la lista, fue colocada puesto 5. También se incluyó en la lista de "Canciones del siglo", por la industria discográfica de América y el National Endowment for the Arts. Franklin incluyó una grabación en vivo en el álbum Aretha en París (1968). 

## Grabación

### Versión de Otis Redding
Al principio una balada, «Respect» fue escrita por Redding para Speedo Sims, quien tenía la intención de grabarla con su banda, los Singing Demons. Redding reescribió la letra y aceleró el ritmo. Speedo luego fue con la banda a los estudios Muscle Shoals, pero no pudo producir una buena versión. Redding decidió cantar la canción él mismo, que Speedo aceptó. Redding también prometió acreditar a Speedo en las notas de línea, pero esto nunca sucedió; Speedo, sin embargo, nunca lo acusó por no hacerlo. 
La canción se incluyó en el tercer álbum de estudio de Redding, Otis Blue (1965). El álbum se convirtió en un gran éxito, incluso fuera de su gran base de fanáticos de R&B y blues. Cuando se lanzó en el verano de 1965, la canción llegó a los cinco primeros puestos en el Blackboard Singles Chart de Billboard, y llegó al público blanco de la radio pop, alcanzando el puesto 35. En ese momento, la canción se convirtió en el segundo mayor éxito de crossover de Redding (después de "I've Been Loving You Too Long") y allanó el camino para una futura presencia en la radio estadounidense. Redding la interpretó en el Monterey Pop Festival.
Las dos versiones de «Respect», como fue escrita y grabada originalmente por Otis Redding y como fue reinterpretada más tarde por Aretha Franklin, son significativamente diferentes. Si bien ambas canciones tienen estilos y tempos similares, los escritores y los intérpretes de las letras claramente tenían dos mensajes diferentes. Las canciones difieren líricamente en los refranes, e incluso los versos tienen una inclinación diferente.
"La versión de Redding es característicamente funky, con su canto de alma rasposa y su carisma vocal eléctrico al frente y al centro". Su canción utiliza "cornetas juguetonas y voces atractivas y asediadas para ofrecer letras sin subtexto". El mensaje de un hombre que exige el respeto de su mujer por ser el sostén de la familia es decisivamente claro. La versión de Redding fue escrita desde la perspectiva de un hombre trabajador que solo puede esperar llegar a casa y finalmente recibir el respeto que merece de su familia. Él menciona que está "about to, just give you all of my money" (a punto de darte todo mi dinero), y que lo único que quiere a cambio es respeto. La mujer a la que le está cantando puede incluso "do me wrong, honey, if you wanna to/You can do me wrong honey, while I'm gone" (hacerme mal, cariño, si quieres hacerlo / puedes hacerme mal, cariño, mientras me voy). Las letras son repetitivas y directas a lo largo de la canción; no hay capas de mensajes o intenciones. 
La versión original de «Respect» fue producida por Steve Cropper, quien también tocó instrumentales para la canción de éxito junto con William Bell y Earl Sims en las voces de respaldo. 
La inspiración para la canción llegó cuando, en respuesta a las quejas de Redding después de una dura gira, el baterista de Al Jackson dijo: "What are you griping about? You're on the road all the time. All you can look for is a little respect when you come home" (¿De qué estás hablando? Estás en la carretera todo el tiempo. Todo lo que puedes buscar es un poco de respeto cuando vuelvas a casa).

### Versión de Aretha Franklin
El productor Jerry Wexler contrató a Franklin para una serie de fechas de grabación de enero a febrero de 1967, comenzando con " I Never Loved a Man the Way I Love You ", grabada en Alabama en los Estudios FAME por el ingeniero Tom Dowd. Después de un altercado entre el propietario del estudio y el esposo y gerente de Franklin, Ted White, las sesiones continuaron diez días después en Nueva York sin White, grabando " Do Right Woman, Do Right Man " con el mismo ingeniero y la misma sección de ritmo de Muscle Shoals como en Alabama. La semana siguiente, el grupo grabó «Respect», que Franklin había estado presentando en sus shows en vivo durante varios años. Su versión de la canción cambió el género de la letra, tal como la desarrolló Franklin con sus hermanas Erma y Carolyn. Franklin instruyó a la sección de ritmo cómo realizar su arreglo establecido de la sincopación de "detener y tartamudear", y en el estudio trabajó nuevas partes para los cantantes de apoyo. «Respect» se grabó el 14 de febrero de 1967, día de San Valentín. La repetida frase "sock it to me", cantada por las hermanas de Franklin, fue una idea que Carolyn y Aretha habían trabajado juntas; la explicación de "R-E-S-P-E-C-T" fue (según el ingeniero Tom Dowd) la idea de Carolyn. La frase "sock it to me" se convirtió en una expresión típica. En una entrevista con WHYY's Fresh Air en 1999, Aretha dijo: "Algunas de las chicas decían eso a los muchachos, como 'sock it to me' de esta manera o 'sock to me' de esa manera. No es sexual. Era no sexual, solo una línea de cliché ".
En el puente, el saxofón tenor de King Curtis tocó en solo los acordes de la canción de Sam y Dave "When Something Is Wrong With My Baby". Franklin tocó el piano para el número; en una entrevista, Spooner Oldham explicó que no era raro que la propia Franklin tocara el piano de acompañamiento. El acuerdo general fue del coproductor Arif Mardin, basado en las ideas que Franklin aportó. Dijo Mardin: "He estado en muchos estudios en mi vida, pero nunca hubo un día así. Era como un festival. Todo funcionó a la perfección".
La canción resultante fue presentada en el revolucionario álbum debut de Franklin de 1967 producido por Atlantic Records, I Never Loved a Man Man I Love You. A medida que la canción principal se convirtió en un éxito tanto en R&B como en la radio pop, Atlantic Records organizó el lanzamiento de esta nueva versión de «Respect» como un sencillo. 
Gran parte de lo que hizo que «Respect» fuera un éxito, y un himno, se debió a la reorganización de Franklin (incluido el conmovedor toque de guitarra del músico de Muscle Shoals, las voces de fondo y el solo de saxo). La versión de Franklin encontró un éxito mayor que el original, pasando dos semanas en la cima de la lista de Billboard Pop Singles y ocho semanas en la lista de Billboard Black Singles. Los cambios en las letras y la producción llevaron a la versión de Franklin a convertirse en un himno para los movimientos cada vez más grandes de los derechos civiles y los derechos de las mujeres. Ella alteró las letras para representarse a sí misma, una mujer fuerte que exigía respeto de su hombre. Las demandas de Franklin de «Respect» estaban "asociadas con las luchas por la libertad de los negros o con la liberación de las mujeres".
La canción también se convirtió en un éxito internacional, llegando al número 10 en el Reino Unido y ayudó a elevar a Franklin a categoría de estrella internacional. El propio Otis Redding quedó impresionado con la interpretación de la canción. En el verano del Festival de Pop de Monterrey, en el verano del lanzamiento de la versión, fue citado describiendo juguetonamente «Respect» como la canción "que una chica me quitó, una amiga mía, esta chica que acaba de tomar esta canción". "Cuando su exitoso sencillo 'Respeto' subió en las listas en julio de 1967, algunos fanáticos declararon que el verano de 1967 fue 'el verano de 'Retha, Rap y Revuelta'".
En 1980 fue interpretada por la propia Aretha Franklin en la película The Blues Brothers.

### Versión de Diana Ross and The Supremes con The Temptations
Debido a que Aretha Franklin convirtió la canción «Respect» en un éxito, muchos de los que samplean o versionan la canción se refieren a la versión de Franklin en lugar de la de Redding. The Supremes y The Temptations fue uno de los actos más exitosos firmados por el sello discográfico Motown de Berry Gordy, Jr. Gordy decidió emparejar ambos grupos en un LP colaborativo titulado Diana Ross y The Supremes Join The Temptations. Para acompañar el lanzamiento del LP, Gordy organizó un programa especial de televisión en horario estelar titulado TCB, una abreviatura de uso común para "Taking Care of Business".
Entre las canciones interpretadas en el programa se encontraba una versión de Aretha Franklin de «Respect». Los dos grupos llevaron el mensaje de Franklin a nuevas alturas cuando el dúo masculino contra femenino ilustró una batalla en la que cada género exigía su propio respeto. Además, la portada destaca la propia batalla de las Supremes por la igualdad racial. Al igual que Aretha Franklin, el ascenso de The Supremes a la fama coincidió con el movimiento por los derechos civiles, en el que estas mujeres usaron su fama y estatus para ayudar en la lucha por la igualdad racial. Las Supremes fueron el grupo Motown que más exitosamente rompió las fronteras raciales dentro de la industria de la música popular. Representaban la integración racial, el empoderamiento de los negros y la mujer negra, y su versión de «Respect» con The Temptations ilustra eso.

## Letra
La versión de Franklin de la canción contiene las famosas líneas (impresas en las letras incluidas en el álbum recopilatorio de 1985 Atlantic Soul Classics ): 
R-E-S-P-E-C-T
Find out what it means to me
R-E-S-P-E-C-T
Take care of... TCB
"TCB" es una abreviatura, comúnmente utilizada en las décadas de 1960 y 1970, que significa "Taking Care (of) Business" (Cuidar (de) los negocios). Fue particularmente ampliamente utilizado en la cultura afroamericana. Sin embargo, era algo menos conocido fuera de esa cultura. La última línea a menudo se cita erróneamente como "Take out, TCP", o algo similar, y de hecho la mayoría de las hojas de música publicadas que incluyen la letra contienen esta línea incorrecta, posiblemente porque aquellos que transcribieron las palabras de Franklin para las hojas de música no estaban familiarizados con la cultura. Sin embargo, "TCB in a flash" (TCB en un instante) más tarde se convirtió en el lema y la firma de Elvis Presley. 
"R-E-S-P-E-C-T" y "TCB" no están presentes en la canción original de Redding, pero se incluyeron en algunas de sus actuaciones posteriores con los Bar-Kays. Parece que hay cierta confusión sobre qué artista usó por primera vez "TCB" en la canción.
La versión de Franklin de la canción fue lanzada en 1967, en medio de notables cambios sociales; estos incluyen el Movimiento por los Derechos Civiles, la guerra en Vietnam, la Enmienda de Igualdad de los Derechos y el movimiento de las Panteras Negras. El mensaje de Franklin se transmite como una demanda de mayor respeto hacia las mujeres durante este tiempo, muchos de los cuales desempeñaban funciones de activistas de derechos civiles sin un reconocimiento adecuado. Cuando se le preguntó acerca de su audaz postura en medio del movimiento feminista y de los derechos civiles, Franklin dijo a Detroit Free Press: "No creo que sea audaz en absoluto". Creo que es bastante natural que todos queramos respeto, y deberíamos obtenerlo ".

## Listas de popularidad

### Versión de Aretha Franklin
| Listas (1967)                                  | Posición más alta |
| ---------------------------------------------- | ----------------- |
| Australia (Kent Music Report)                  | 14                |
| Austria (Ö3 Austria Top 40)                    | 17                |
| Bélgica (Ultratop 50 Wallonia)                 | 18                |
| Canadá Canada Top Singles - RPM                | 3                 |
| Países Bajos (Single Top 100)                  | 7                 |
| Escocia (Official Charts Company)              | 19                |
| Reino Unido UK Singles                         | 10                |
| Estados Unidos Billboard Hot 100               | 1                 |
| Estados Unidos Hot R&B/Hip-Hop Songs           | 1                 |
| Alemania Occidental (GfK Entertainment Charts) | 23                |

| Listas (2018)  | Posición más alta |
| -------------- | ----------------- |
| Irlanda (IRMA) | 75                |
| Italia (FIMI)  | 7                 |

## Certificaciones y ventas
| Región | Certificación | Unidades certificadas / Ventas |
| --- | ------------- | ------------------------------ |
| Reino Unido (BPI) | Plata         | 141,000                        |
| Estados Unidos (RIAA)                                                                                                   | Oro           | 1,000,000a                     |
| * Cifras de ventas basadas solo en la certificación. a Las cifras de los envíos se basan únicamente en la certificación |               |                                |

## Otras versiones
- Una versión de The Rationals alcanzó el número 92 en el Billboard Hot 100 en 1966.[40]
- Una canción house con letras alteradas fue lanzada por la cantante estadounidense Adeva en 1989, que alcanzó el número 17 en el UK Singles Chart y aparece en su álbum de debut.
- En 2012, Melanie Amaro grabó una versión uptempo de la canción para un comercial de Pepsi junto a Elton John como parte de su premio por ganar la primera temporada de The X Factor USA. El sencillo alcanzó el número 3 en la lista Billboard Dance Club Songs.

## Legado
«Respect» ha aparecido en docenas de películas y aún es emitida constantemente en las estaciones de radio. En la década de 1970, la versión de Franklin de la canción llegó a ejemplificar el movimiento feminista. El productor Wexler dijo en una entrevista en Rolling Stone que la canción de Franklin era "global en su influencia, con matices del movimiento por los derechos civiles y la igualdad de género". Fue un llamado a la dignidad ". A pesar de que tenía numerosos éxitos después de «Respect», y varios antes de su lanzamiento, la canción se convirtió en una canción insignia de Franklin y su grabación más conocida. I Never Loved a Man the Way I Love You se clasificó en el puesto 83 en la lista de la revista Rolling Stone "500 mejores álbumes de todos los tiempos" en 2003. Un año más tarde, «Respect» fue quinto en la lista "500 Greatest Songs of All Time". La canción «Respect» es parte de forman de la lista "500 canciones que formaron el rock and roll" del Salón de la Fama del Rock and Roll.
Según el sitio agregador de listas Acclaimed Music, la versión de Aretha Franklin es la 9.ª canción más aclamada por los críticos de todos los tiempos.